# Marjut Rolig
Marjut Rolig, z domu Lukkarinen (ur. 4 lutego 1966 w Lohja) – fińska biegaczka narciarska, dwukrotna medalistka olimpijska i brązowa medalistka mistrzostw świata.

## Kariera
Igrzyska olimpijskie w Albertville w 1992 r. były jej olimpijskim debiutem. Były to także jej najbardziej udane igrzyska, bowiem zdobyła tam dwa medale: złoty w biegu na 5 km techniką klasyczną oraz srebrny na dystansie 15 km również techniką klasyczną, w którym lepsza okazała się jedynie Rosjanka Lubow Jegorowa. Rolig zajęła też 4. miejsce w biegu pościgowym, a wraz z koleżankami także w sztafecie. Startowała także na igrzyskach olimpijskich w Lillehammer jednak nie osiągnęła tam większych sukcesów. W swoim najlepszym indywidualnym starcie, w biegu na 30 km techniką klasyczną, zajęła 8. miejsce. Ponadto Finki w składzie Pirkko Määttä, Marja-Liisa Kirvesniemi, Merja Lahtinen i Marjut Rolig zajęły ponownie czwarte miejsce w sztafecie. Na późniejszych igrzyskach już nie startowała.
W 1991 r. zadebiutowała na mistrzostwach świata biorąc udział w mistrzostwach w Val di Fiemme. Jej najlepszym wynikiem tych mistrzostw było 6. miejsce w biegu na 5 km techniką klasyczną. W sztafecie Finki z Rolig w składzie po raz kolejny zajęły 4. miejsce. Podczas mistrzostw świata w Falun zdobyła brązowy medal w biegu na 15 km techniką klasyczną. Były to najlepsze i zarazem ostatnie mistrzostwa w jej karierze.
Najlepsze wyniki w Pucharze Świata osiągała w sezonie 1991/1992, kiedy to zajęła 4. miejsce w klasyfikacji generalnej. Łącznie 5 razy stawała na podium zawodów Pucharu Świata, w tym raz zwyciężyła. W 1995 r. zakończyła karierę.

## Osiągnięcia

### Igrzyska olimpijskie
| Miejsce | Dzień     | Rok  | Miejscowość | Konkurencja             | Czas biegu | Strata  | Zwyciężczyni      |
| ------- | --------- | ---- | ----------- | ----------------------- | ---------- | ------- | ----------------- |
| 2.      | 9 lutego  | 1992 | Albertville | 15 km stylem klasycznym | 42:20,8    | +1:09,1 | Lubow Jegorowa    |
| 1.      | 13 lutego | 1992 | Albertville | 5 km stylem klasycznym  | 14:13,8    | –       | –                 |
| 4.      | 15 lutego | 1992 | Albertville | 5+10 km pościgowy       | 40:07,7    | +57,4   | Lubow Jegorowa    |
| 4.      | 17 lutego | 1992 | Albertville | Sztafeta 4 × 5 km       | 59:34,8    | +1:18,1 | WNP               |
| 10.     | 21 lutego | 1992 | Albertville | 30 km stylem dowolnym   | 1:22:30,1  | +5:00,8 | Stefania Belmondo |
| 14.     | 15 lutego | 1994 | Lillehammer | 5 km stylem klasycznym  | 14:08,8    | +56,3   | Lubow Jegorowa    |
| 21.     | 17 lutego | 1994 | Lillehammer | 5+10 km pościgowy       | 41:38,9    | +3:09,4 | Lubow Jegorowa    |
| 4.      | 21 lutego | 1994 | Lillehammer | Sztafeta 4 × 5 km       | 57:12,5    | +2:03,4 | Rosja             |
| 8.      | 24 lutego | 1994 | Lillehammer | 30 km stylem klasycznym | 1:25:41,6  | +2:09,8 | Manuela Di Centa  |

### Mistrzostwa świata
| Miejsce | Dzień     | Rok  | Miejscowość   | Konkurencja             | Czas biegu | Strata  | Zwyciężczyni      |
| ------- | --------- | ---- | ------------- | ----------------------- | ---------- | ------- | ----------------- |
| 9.      | 8 lutego  | 1991 | Val di Fiemme | 15 km stylem klasycznym | 14:04,2    | +2:14,2 | Jelena Välbe      |
| 9.      | 10 lutego | 1991 | Val di Fiemme | 10 km stylem dowolnym   | 28:25,9    | +1:22,0 | Jelena Välbe      |
| 6.      | 12 lutego | 1991 | Val di Fiemme | 5 km stylem klasycznym  | 14:04,2    | +36,4   | Trude Dybendahl   |
| 4.      | 14 lutego | 1991 | Val di Fiemme | Sztafeta 4 × 5 km       | 55:36,6    | +1:17,1 | ZSRR              |
| 3.      | 19 lutego | 1993 | Falun         | 15 km stylem klasycznym | 44:49,0    | +52,9   | Jelena Välbe      |
| 7.      | 21 lutego | 1993 | Falun         | 5 km stylem klasycznym  | 14:07,6    | +14,7   | Łarisa Łazutina   |
| 9.      | 23 lutego | 1993 | Falun         | 5+10 km pościgowy       | 40:19,0    | +1:11,0 | Stefania Belmondo |
| 4.      | 25 lutego | 1993 | Falun         | Sztafeta 4 × 5 km       | 54:15,7    | +1:14,3 | Rosja             |

### Puchar Świata

#### Miejsca w klasyfikacji generalnej
- sezon 1990/1991: 11.
- sezon 1991/1992: 4.
- sezon 1992/1993: 9.
- sezon 1993/1994: 16.

#### Zwycięstwa w zawodach
| Nr | Dzień     | Rok  | Miejscowość | Konkurencja            | Czas biegu  |
| -- | --------- | ---- | ----------- | ---------------------- | ----------- |
| 1. | 13 lutego | 1992 | Albertville | 5 km stylem klasycznym | 14:13.8 min |

#### Miejsca na podium
| Nr | Dzień      | Rok  | Miejscowość | Konkurencja             | Czas biegu  | Strata      | Miejsce | Zwycięzca         |
| -- | ---------- | ---- | ----------- | ----------------------- | ----------- | ----------- | ------- | ----------------- |
| 1. | 4 stycznia | 1992 | Kawgołowo   | 15 km stylem klasycznym | 43:58.2 min | +11.1 s     | 2       | Jelena Välbe      |
| 2. | 9 lutego   | 1992 | Albertville | 15 km stylem klasycznym | 42:20.8     | +1:09.1 min | 2       | Lubow Jegorowa    |
| 3. | 13 lutego  | 1992 | Albertville | 5 km stylem klasycznym  | 14:13.8 min | –           | 1       | –                 |
| 4. | 29 lutego  | 1992 | Lahti       | 30 km stylem klasycznym | 1:25:30.1 h | +58.5 s     | 3       | Stefania Belmondo |
| 5. | 19 lutego  | 1993 | Falun       | 15 km stylem klasycznym | 44:49.1 min | +52.8 s     | 3       | Jelena Välbe      |